# Wolkig mit Aussicht auf Fleischbällchen (Buch)
Wolkig mit Aussicht auf Fleischbällchen (Originaltitel: Cloudy with a Chance of Meatballs) ist ein amerikanisches Kinderbuch von Judi Barrett und illustriert von ihrem Ehemann, Ron Barrett. Es wurde zuerst 1978 von dem Simon & Schuster-Verlag Atheneum Books veröffentlicht, gefolgt von einer im Jahre 1984 erschienenen Trade-Paperback-Ausgabe von dem Schwesterunternehmen Aladdin Paperbacks. Basierend auf einer 2007 durchgeführten Umfrage ordnete die National Education Association das Buch in die Kategorie mit dem Titel Teachers’ Top 100 Books for Children ein. Es war 2012 eines der Top 100 Picture Books aller Zeiten, basierend auf einer weiteren Umfrage, durchgeführt vom School Library Journal.
Eine Fortsetzung, Pickles to Pittsburg, wurde 2000, ebenfalls von Aladdin Books, und eine aus dem Jahre 2009 gefolgte "Hardcover"-Ausgabe, veröffentlicht. Eine zweite Fortsetzung, Planet of the Pies, wurde am 27. August 2013 veröffentlicht.

## Handlung

### Zusammengefasst
Das Buch berichtet von einer, von einem Großvater zu seinen Enkelkindern erzählten, Gutenachtgeschichte, die von dem alltäglichen Leben der Bürger der Stadt „Chewandswallow“ berichtet, welches durch sein tägliches, meteorologisches Muster charakterisiert ist. Die Stadt wird durch die täglich vom Himmel regnenden Mahlzeiten versorgt. Ein plötzlicher Wettersturz bringt unkontrollierbare Unwetter, Stürme und unnatürlich große, gefährliche Lebensmittel in die Stadt, wo doch die Einwohner ihren damaligen Lebensstil so genossen. Durch ihr nun, durch die Unwetterkatastrophen, gefährdetes Leben, verändern sie nun ihren Alltag drastisch. Sie machen sich das Unwetter zum Vorteil. Jedoch werden sie nach und nach gezwungen zu erfahren, wie man Essen nun auf einen ganz normalen Weg erhält.
Am nächsten Morgen erwachen die Enkel des Mannes, um sich den Schneefall anzusehen. Nachdem sie hastig hinausgestürmt sind, um im Schnee zu spielen. Jedoch bemerkt die Enkelin auf einmal den Geruch der sogenannten Potatos, während sie mit ihrem Bruder herumtobt, andeutend, dass die von ihrem Großvater erzählte Geschichte nicht frei erfunden gewesen sein kann.

## Fortsetzungen
Die Fortsetzung der Geschichte, Pickles to Pittsburgh, erzählt von den Kindern, die eine Postkarte von ihrem Großvater erhalten, der behauptet, sich die Ruinen der erfundenen Stadt Chewandswallow anzusehen. Anschließend gehen die Kinder zu Bett und träumen, dass sie dort mit ihrem Großvater wären und ihm helfen würden, die apokalyptische Landschaft wieder in Schuss zu bringen und die Stadt wieder zu dem machen, was sie einmal war. Doch weitere, kommende „Essensstürme“ drohen ihnen, den wunderbaren Plan zu zerstören.
Das dritte Buch der Serie erschien am 27. August 2013.

## Verfilmungen
Am 18. September 2009, veröffentlichte Sony Pictures Animation eine computeranimierte-3D-Film-Adaption. Die zugehörige DVD wurde am 5. Januar 2010 veröffentlicht. Für die Plot-Entwicklung des Films wurde ein neuer Cast für die Charaktere und anstatt fallendem Essen vom Himmel, eine Essen-herstellende Maschine in das Drehbuch übernommen. Bill Hader und Anna Faris liehen im Original den Hauptcharakteren ihre Stimmen. Hader synchronisiert dabei Flint Lokwood, „ein junger Erfinder, der davon träumt, etwas zu erfinden, das die Menschheit verändert“. Faris leiht ihre Stimme an Samantha „Sam“ Sparks, „eine Wetterfrau, die ihre Intelligenz hinter ihrem munteren Äußeren versteckt hält“. James Caan, Bruce Campbell, Mr. T, Andy Samberg, Neil Patrick Harris, Bobb’e J. Thompson, Benjamin Bratt, Al Roker, Lauren Graham und Will Forte sind auch Teil der Synchronisation im Original.

## Videospiel
Zeitgleich mit der Veröffentlichung des Films, dem 18. September 2009, veröffentlichte Ubisoft ein Videospiel für den Nintendo DS, den PC, die PlayStation 3, PlayStation Portable, die Wii und die Xbox 360. sowie ein Online-Mini Game.

## Serie
Am 9. Oktober 2014 wurde bekannt gegeben, dass eine Animationsserie mit dem vorläufigen Titel Cloudy with a Chance of Meatballs: The Series in Arbeit sei. Für die Serie arbeitet Sony Pictures Animation mit DHX Media, die für die Produktion zuständig sind, zusammen und bestellte vorerst 26 Folgen mit je 22 Minuten Länge. Für die Serie ist auch Merchandise vorgesehen.
Die Serie erzählt die Abenteuer von Flint Lockwood und seinen Erfindungen in seiner Highschool-Zeit. Sam Sparks ist dabei neu in Swallow Falls und träumt davon eine Starreporterin zu werden.
Die Serie startete im deutschsprachigen Raum im Juni 2017 unter dem Namen Wolkig mit Aussicht auf Fleischbällchen.